# Cultiu d'algues

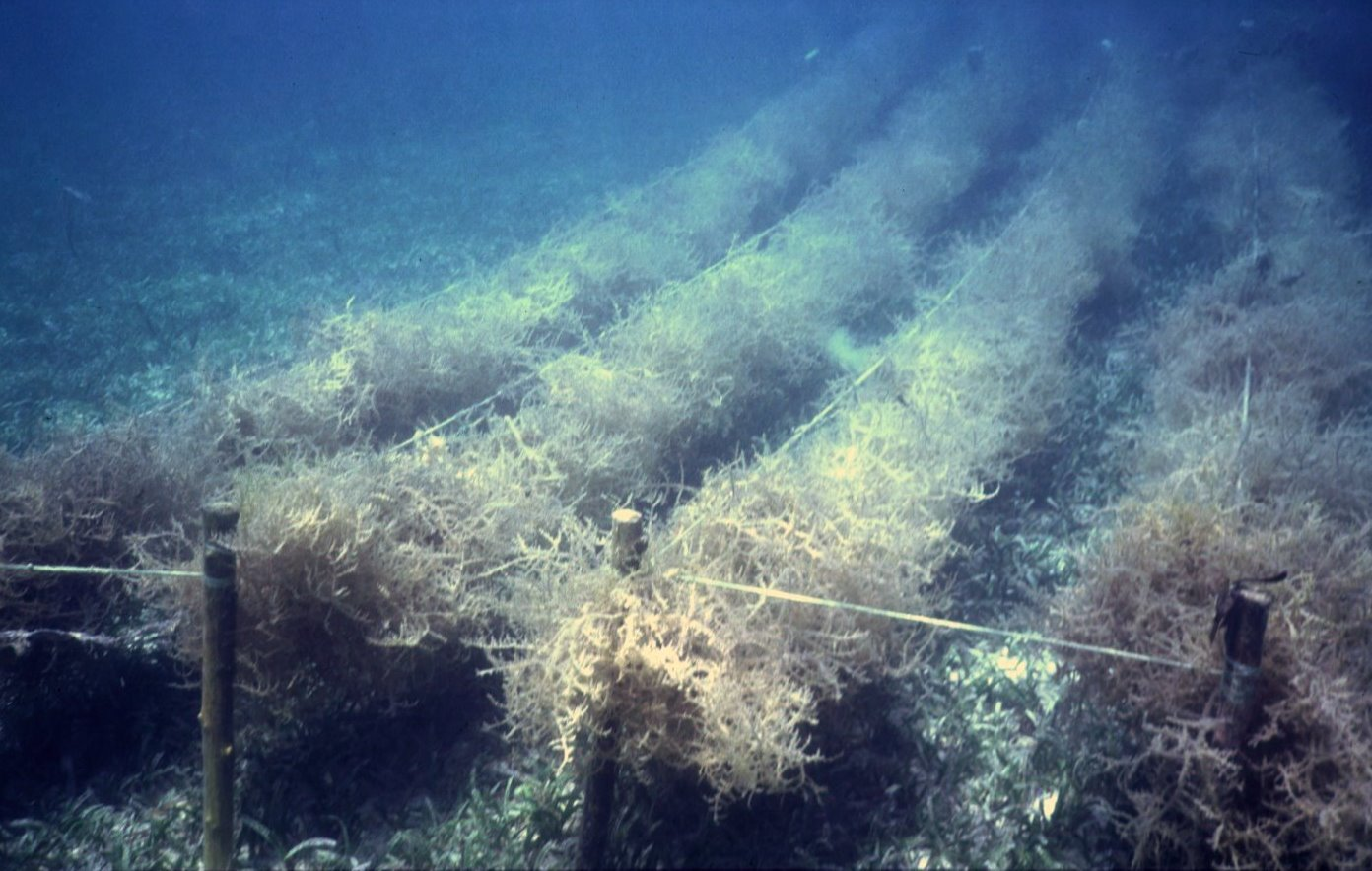
Cultiu submarí d′Eucheuma a les Filipines

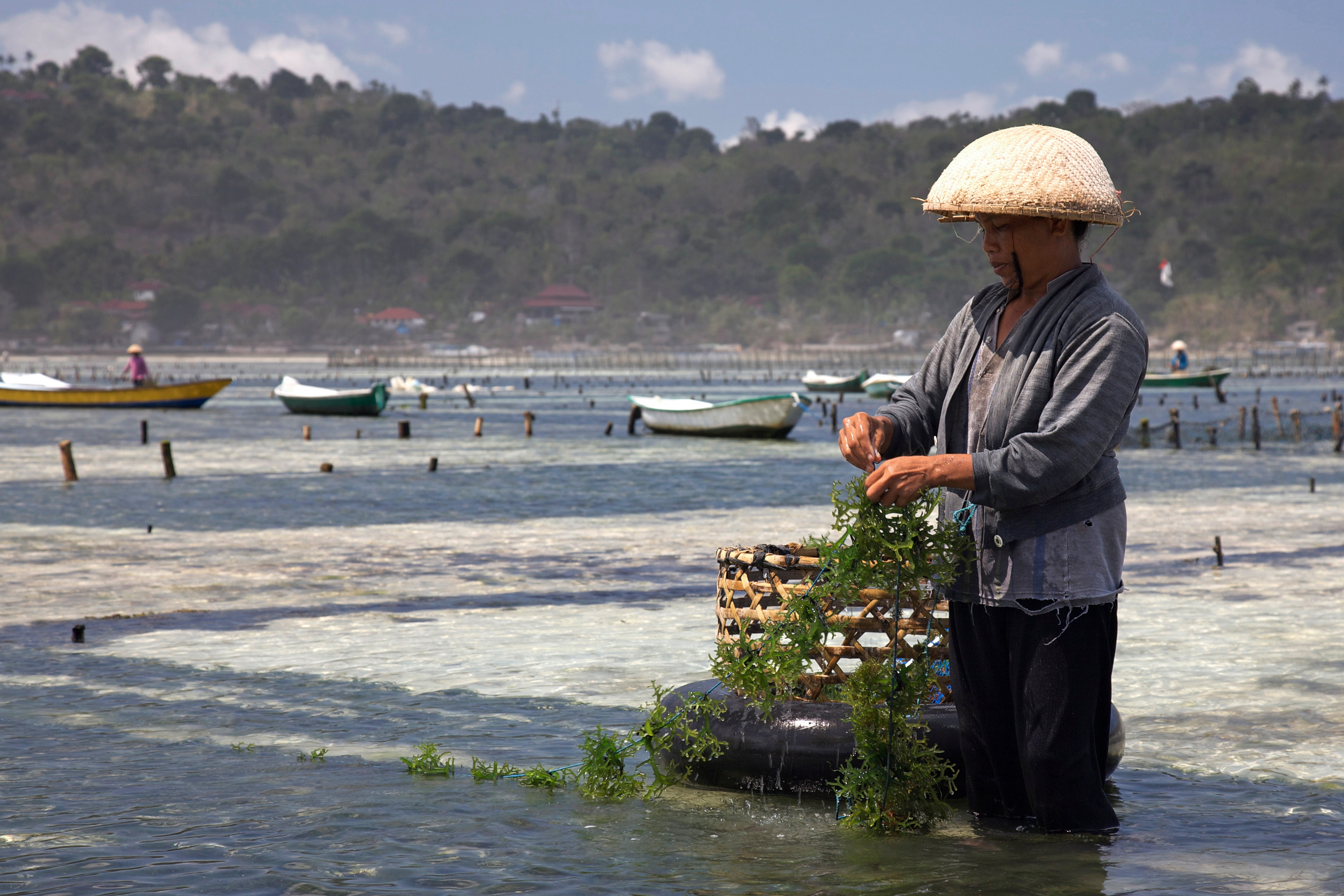
Un agricultor d'algues a Nusa Lembongan (Indonèsia) recull algues comestibles que han crescut amb una corda.

El cultiu d'algues o cultiu de varec és la pràctica del cultiu i la collita d'algues. En la seva forma més simple, els agricultors es reuneixen dels llits naturals, mentre que a l'altre extrem els agricultors controlen completament el cicle de vida del cultiu.
Els set tàxons més conreats són Eucheuma spp., Kappaphycus alvarezii, Gracilaria spp., Saccharina japonica, Undaria pinnatifida, Pyropia spp., i Sargassum fusiforme. Eucheuma i K. alvarezii són atractius per a la carragenina (un agent gelificant); Gracilaria es cultiva per a l'agar; la resta es mengen després d'un processament limitat. Les algues són diferents dels manglars i les herbes marines, ja que són organismes algals fotosintètics i no floreixen.
Els països productors d'algues més grans a partir del 2022 són la Xina (58,62%) i Indonèsia (28,6%); seguit de Corea del Sud (5,09%) i les Filipines (4,19%). Altres productors notables inclouen Corea del Nord (1,6%), el Japó (1,15%), Malàisia (0,53%), Zanzíbar (Tanzània, 0,5%) , i Xile (0,3%). El cultiu d'algues s'ha desenvolupat amb freqüència per millorar les condicions econòmiques i reduir la pressió pesquera.
L'Organització de les Nacions Unides per a l'Agricultura i l'Alimentació (FAO), va informar que la producció mundial el 2019 va superar els 35 milions de tones. L'Amèrica del Nord va produir unes 23.000 tones d'algues humides. Alaska, Maine, França i Noruega van duplicar la seva producció d'algues des del 2018. A partir del 2019, les algues representaven el 30% de l'aqüicultura marina.
El cultiu d'algues és un cultiu de negatiu de carboni, amb un alt potencial per a la mitigació del canvi climàtic. L'Informe especial sobre l'oceà i la criosfera en un clima canviant de l'IPCC recomana "més atenció a la investigació" com a tàctica de mitigació. El Fons Mundial per la Natura, Oceans 2050 i The Nature Conservancy donen suport públicament a l'expansió del cultiu d'algues.

## Mètodes
Les primeres guies de cultiu d'algues a les Filipines van recomanar el conreu d'algues Laminaria i d'esculls a aproximadament un metre de profunditat amb la marea baixa. També van recomanar tallar les herbes marines i eliminar els eriçons de mar abans de la construcció de la granja. Les plàntules estan lligades a línies de monofilament i s'enfilen entre les estaques de manglar del substrat. Aquest mètode fora del fons segueix sent un mètode principal.
Els mètodes de cultiu de línia llarga es poden utilitzar en aigua d'aproximadament 7 metres de profunditat. Les línies de cultiu flotants estan ancorades al fons i s'utilitzen àmpliament a Cèlebes Septentrional, Indonèsia. Les espècies cultivades amb palangre inclouen les dels gèneres Saccharina, Undaria, Eucheuma, Kappaphycus, i Gracilaria.
El cultiu a l'Àsia és de tecnologia relativament baixa amb una alta necessitat de mà d'obra. Els intents d'introduir tecnologia per conrear el creixement de plantes separades en tancs a terra per reduir la mà d'obra encara no han aconseguit la viabilitat comercial.

## Impactes ecològics

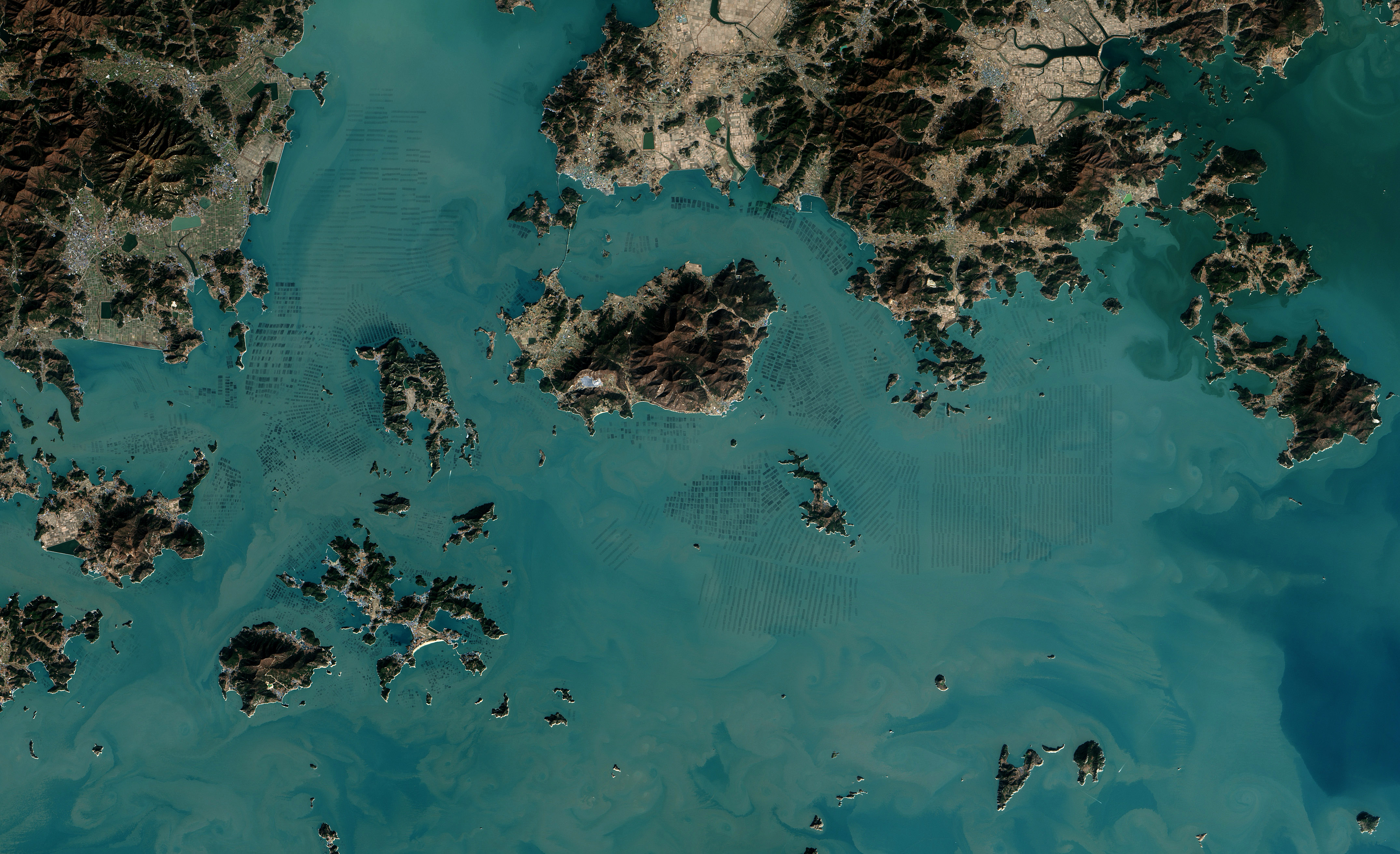
Vista aèria de granges d'algues a Corea del Sud

Les algues marines són un cultiu extractiu que necessita poc fertilitzants o aigua, el que significa que les granges d'algues solen tenir una petjada ambiental més petita que altres agrícoles o aqüicultura alimentades. Molts dels impactes de les granges d'algues, tant positius com negatius, segueixen sent poc estudiats i incerts.
No obstant això, molts problemes ambientals poden derivar del cultiu d'algues. Per exemple, els agricultors d'algues de vegades tallen manglars per utilitzar-los com a estaques. L'eliminació dels manglars afecta negativament l'agricultura en reduir la qualitat de l'aigua i la biodiversitat dels manglars. Els agricultors poden treure herba marina de les seves àrees de conreu, perjudicant la qualitat de l'aigua.
El cultiu d'algues marines pot suposar un risc de bioseguretat, ja que les activitats agrícoles tenen el potencial d'introduir o facilitar espècies invasores. Per aquest motiu, regions com el Regne Unit, Maine i la Colúmbia Britànica només permeten varietats autòctones.
Les granges també poden tenir efectes ambientals positius. Poden donar suport a serveis ecosistèmics benvinguts, com ara el cicle de nutrients, l'absorció de carboni i el subministrament d'hàbitats.
L'evidència suggereix que el cultiu d'algues pot tenir impactes positius que inclouen complementar la dieta humana, alimentar el bestiar, crear biocombustibles, frenar el canvi climàtic i proporcionar un hàbitat crucial per a una vida marina, però ha d'escalar de manera sostenible per tenir aquests efectes. Una manera d'escalar el cultiu d'algues a nivells terrestres és amb l'ús de ROVs, que poden instal·lar ancoratges helicoïdals de baix cost que poden estendre el cultiu d'algues a aigües no protegides.
Les algues es poden utilitzar per capturar, absorbir i incorporar l'excés de nutrients al teixit viu, també coneguda com a bioextracció/recolta de nutrients, és la pràctica de cultivar i recol·lectar mariscs i algues per eliminar el nitrogen i altres nutrients de les masses d'aigua naturals.
De la mateixa manera, les granges d'algues poden oferir un hàbitat que millora la biodiversitat. S'han proposat granges d'algues marines per protegir els esculls de corall augmentant la diversitat, proporcionant hàbitat a les espècies marines locals. L'agricultura pot augmentar la producció de peixos i mariscs herbívors. Pollinac va informar d'un augment de la població de sigànids després de l'inici del cultiu d'Eucheuma als pobles del nord de Sulawesi.
La infecció bacteriana pel gel frena els cultius d'algues. A les Filipines es va produir una reducció del 15 per cent en una espècie entre el 2011 i el 2013, que representa 268.000 tones d'algues.

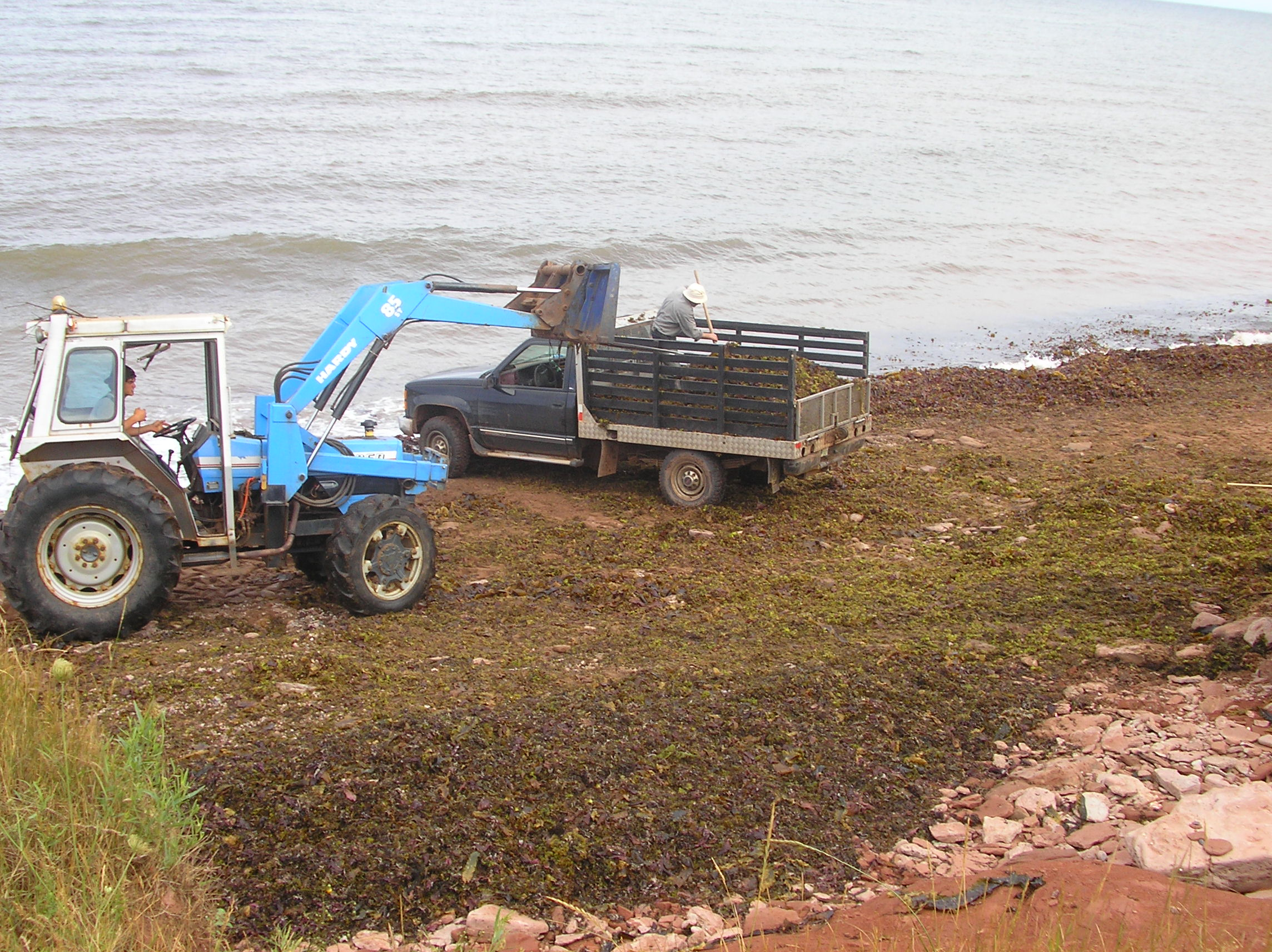
Recollida d'algues a North Cape (Canadà)

## Impactes econòmics
Al Japó, la producció anual de nori ascendeix a 2.000 milions de dòlars EUA i és un dels cultius d'aqüicultura més valuosos del món. La demanda de producció d'algues ofereix moltes oportunitats de treball.
Un estudi realitzat per les Filipines va informar que parcel·les d'aproximadament una hectàrea podrien produir ingressos nets de l'agricultura Eucheuma era de 5 a 6 vegades el salari mitjà d'un treballador agrícola. L'estudi també va informar d'un augment de les exportacions d'algues de 675 tones mètriques (TM) el 1967 a 13.191 TM el 1980, i 28.000 TM el 1988.
Al voltant de 0,7 milions de tones de carboni s'eliminen del mar cada any per les algues collides comercialment. A Indonèsia, les granges d'algues representen el 40 per cent de la producció pesquera nacional i donen feina a prop d'un milió de persones.
La Safe Seaweed Coalition és un grup de recerca i indústria que promou el cultiu d'algues.

### Tanzània
El cultiu d'algues ha tingut impactes socioeconòmics generalitzats a Tanzània, s'ha convertit en una font molt important de recursos per a les dones i és el tercer contribuïdor de moneda estrangera al país. El 90% dels agricultors són dones, i gran part és utilitzat per la indústria de la cura de la pell i la cosmètica.

El 1982 Adelaida K. Semesi va iniciar un programa d'investigació sobre el cultiu d'algues a Zanzíbar i la seva aplicació va donar lloc a una major inversió en la indústria. 

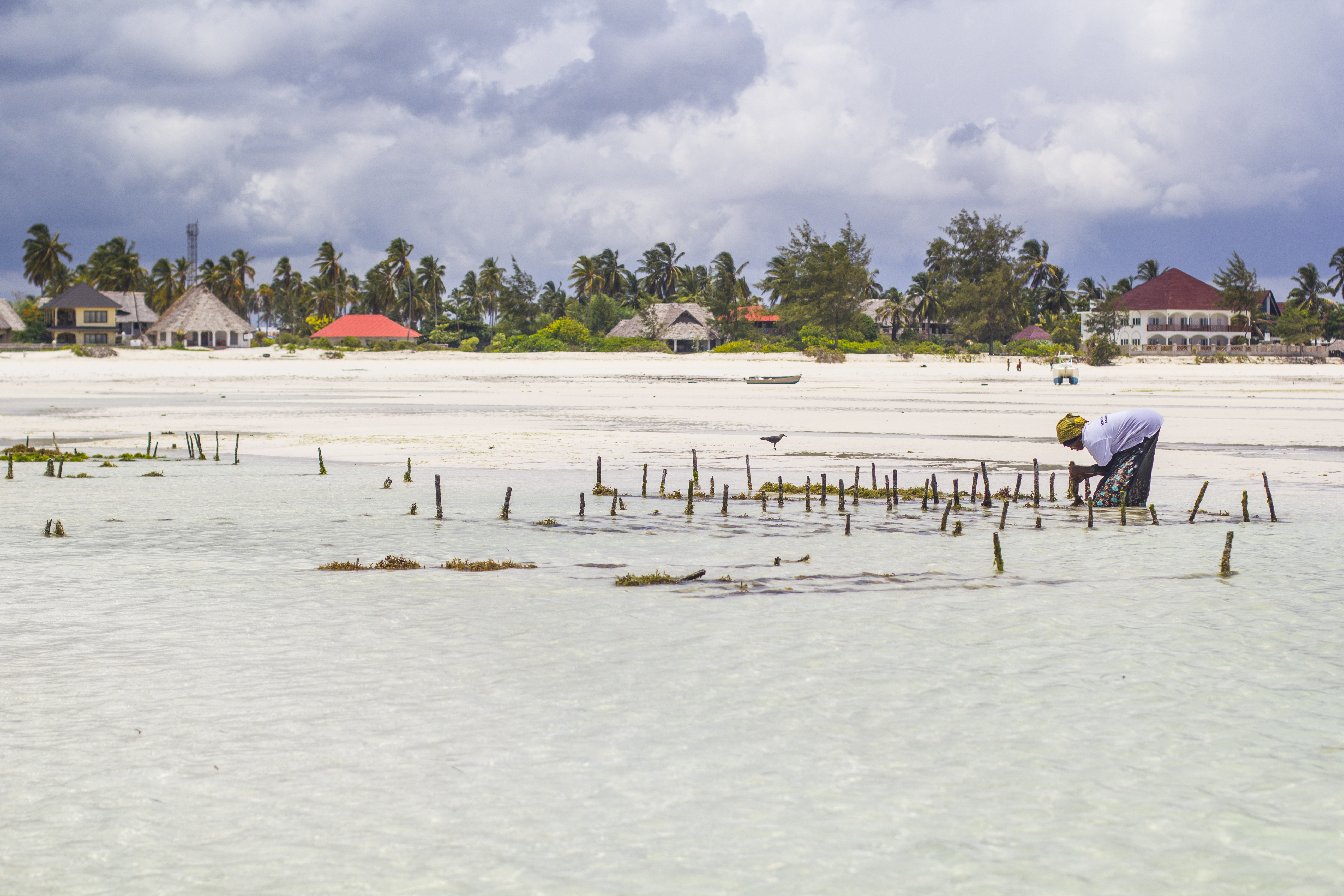
Els productors d'algues de Zanzíbar s'enfronten a un clima canviant. Aquí, una pagesa atén la seva granja a Paje, a la costa sud-est de l'illa.
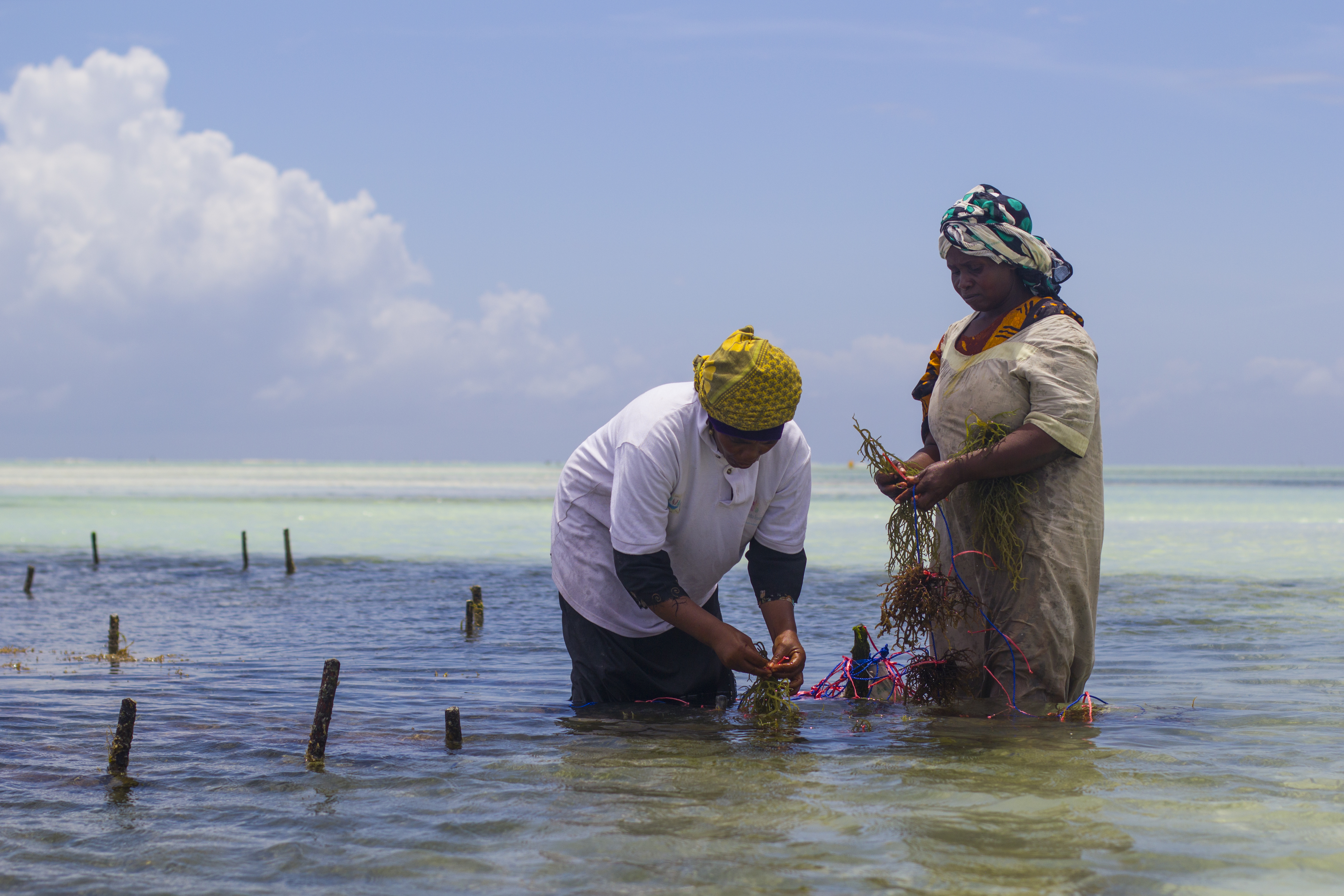
Mwanaisha Makame i Mashavu Rum, que fa 20 anys que conreen algues a l'illa de Zanzíbar, passen per la marea baixa fins a la seva granja.
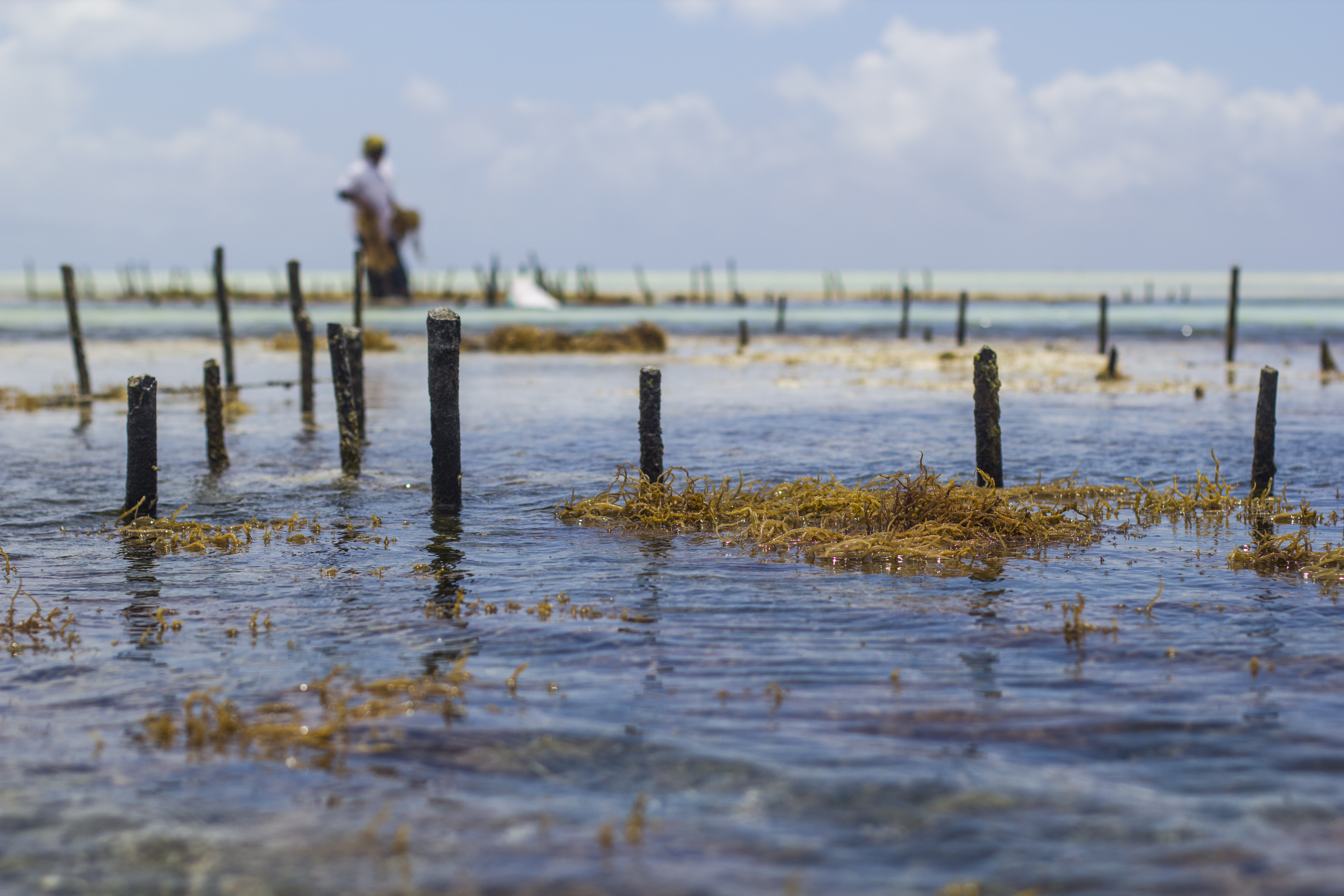
L'alga creix sota l'aigua durant 45 dies. Quan arriba a un quilo, es recull i s'asseca, després s'envasa en bosses per exportar-se a països com la Xina, Corea i Vietnam. Allà, s'utilitza en medicaments i xampús.
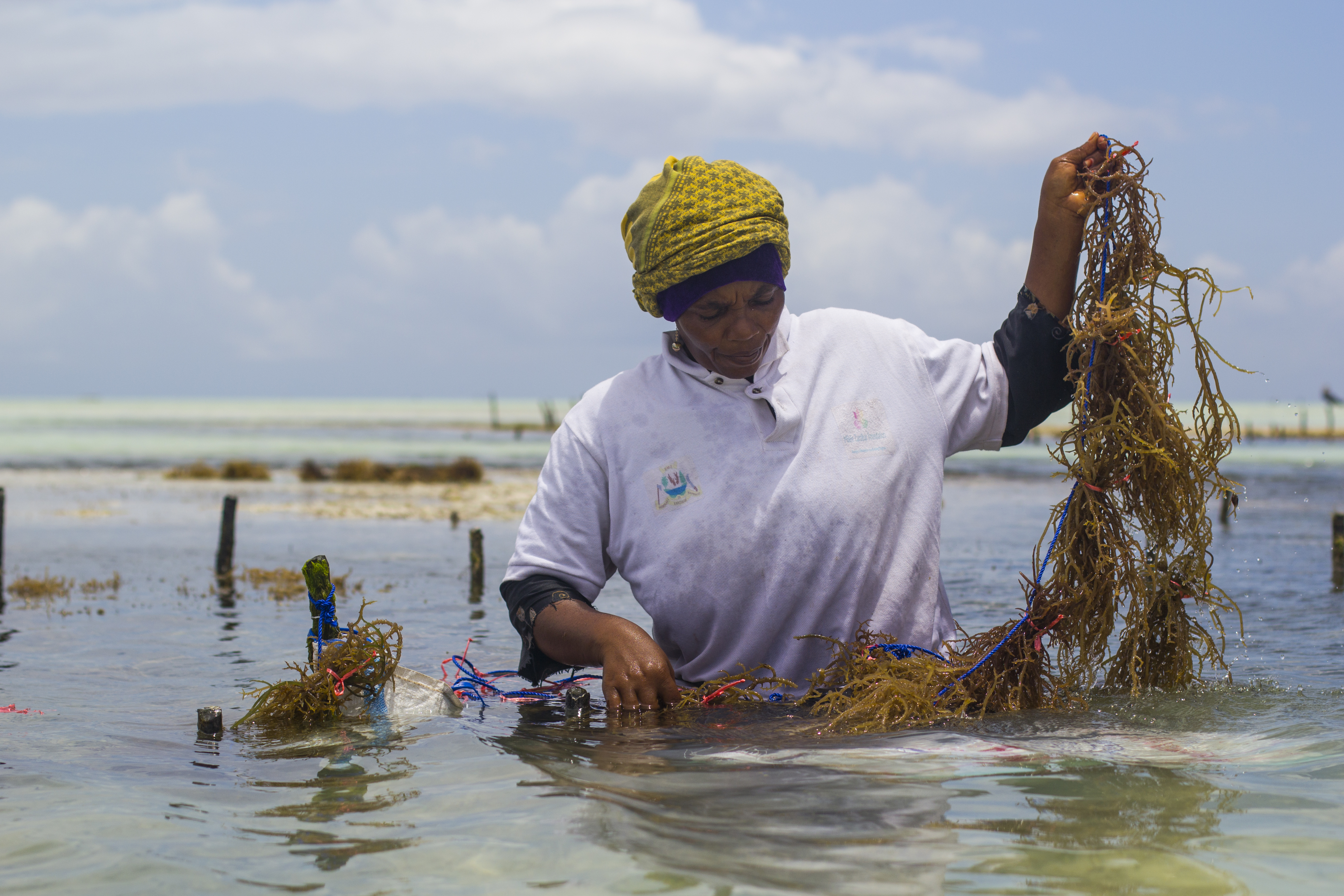
Els agricultors tenen molts problemes a causa del canvi climàtic. Fa dues dècades, 450 agricultors d'algues vagaven per Paje. Ara només queden uns 150 pagesos.
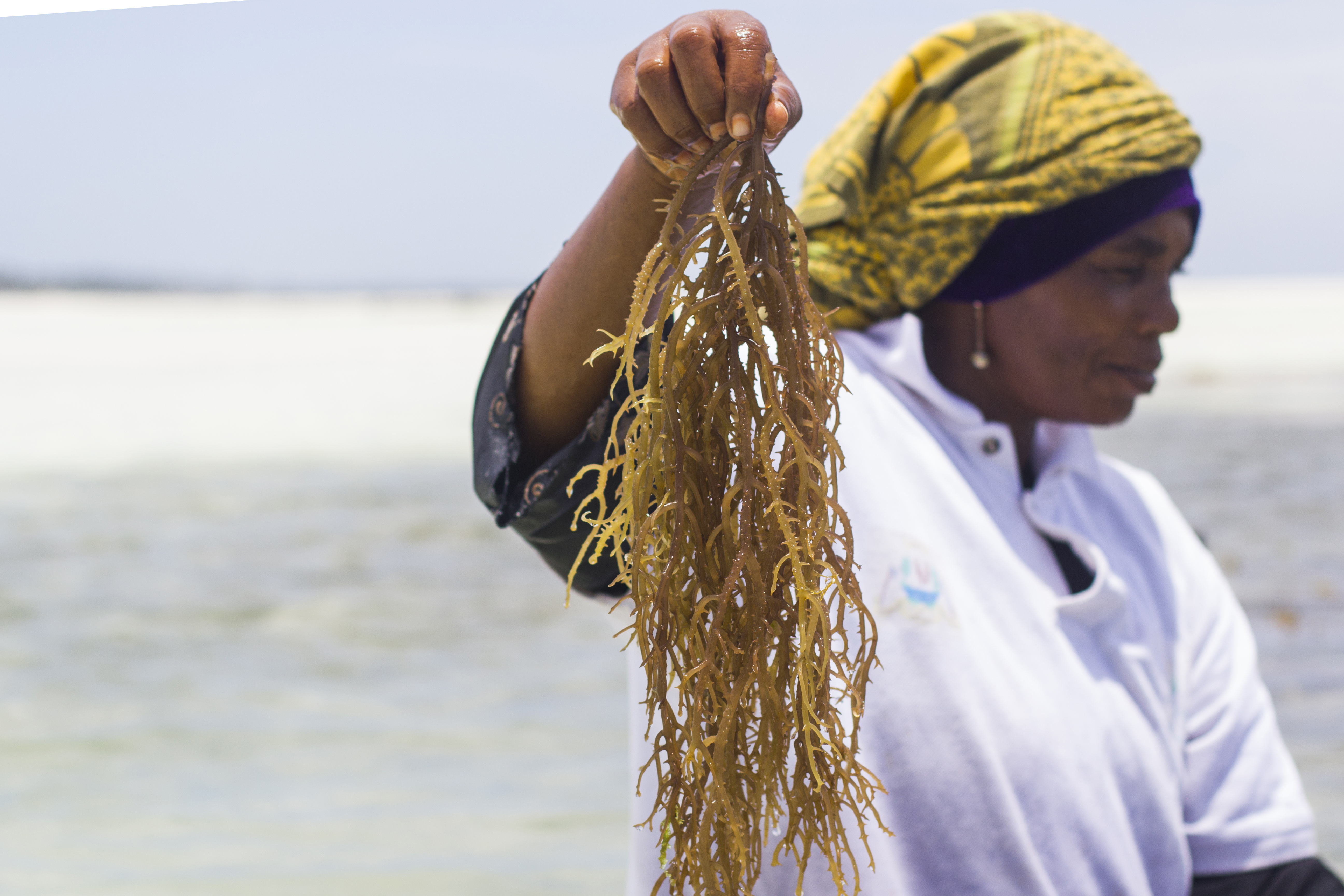
Mwanaisha sosté un grup saludable d'algues. Llavors sosté algues que els agricultors no podran utilitzar. Hi creix una substància blanca dura: la malaltia del gel, causada per les temperatures més altes de l'oceà i la llum solar intensa.
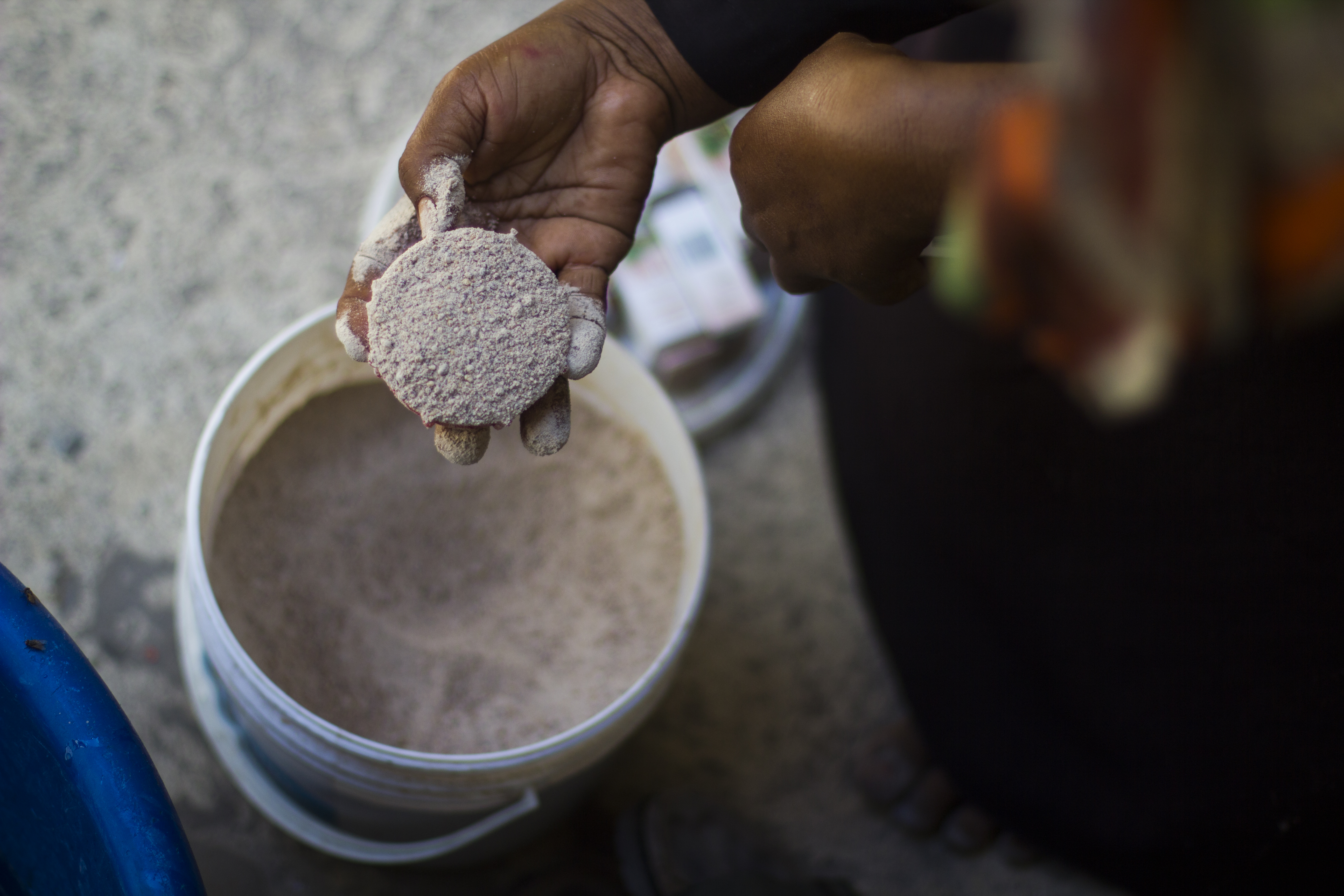
Els agricultors d'algues van aprendre a fer sabó amb les seves algues al Zanzibar Seaweed Center, un negoci que va començar com a ONG l'any 2009. A casa seva, barregen aigua, pols d'algues mòltes, oli de coco, sosa càustica i olis essencials en un banyera de plàstic gran.
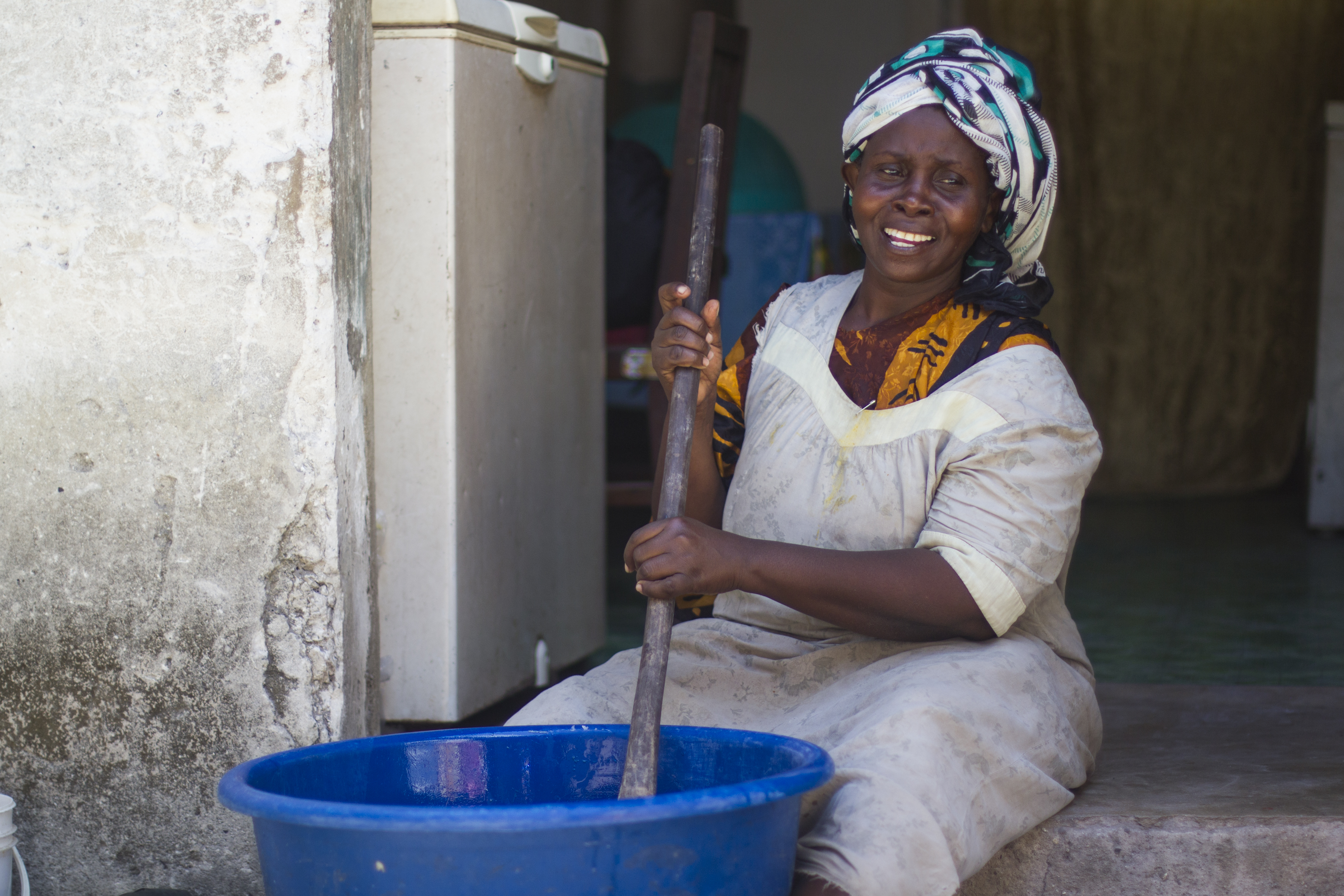
Més tard durant la setmana, els agricultors d'algues vendran els seus sabons acabats a la ciutat de Zanzíbar o als clients locals habituals. A mesura que els nivells d'algues disminueixen, han trobat una manera d'augmentar el valor del seu treball.
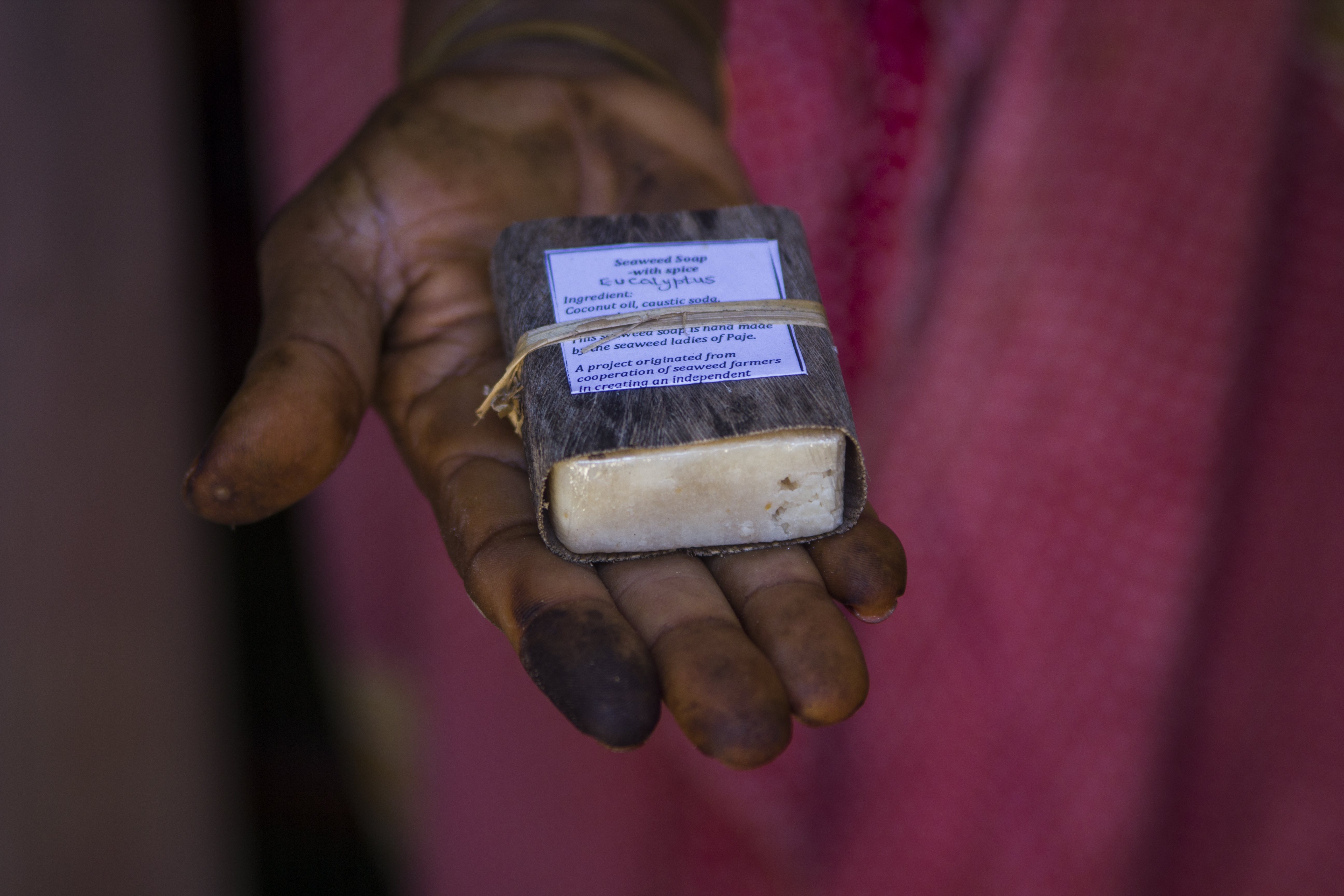
El producte acabat - un sabó d'algues.

## Usos
Les algues de cultiu s'utilitzen en productes industrials, com a aliment, com a ingredient en l'alimentació animal i com a material font per als biocombustibles.

### Productes químics
Les algues marines s'utilitzen per produir productes químics que es poden utilitzar per a diversos productes industrials, farmacèutics o alimentaris. Dos productes derivats principals són la carragenina i l'agar. Els ingredients bioactius es poden utilitzar per a indústries com ara la farmacèutica, alimentària, i cosmètica.

### Mitigació del canvi climàtic
El cultiu d'algues a l'oceà obert pot actuar com una forma de captura de carboni per mitigar el canvi climàtic. Els estudis han informat que els boscos d'algues properes a la costa constitueixen una font de carboni blau, ja que els detritus d'algues es transporten a l'oceà mitjà i profund i així segresten carboni. Macrocystis pyrifera (també conegut com alga gegant) captura el carboni més ràpidament que qualsevol altra espècie. Pot arribar als 60 m de llargada i créixer fins a 50 cm al dia. Segons un estudi, cobrir el 9% dels oceans del món amb boscos de varec podria produir “biometà suficient per substituir totes les necessitats actuals en energia de combustibles fòssils, alhora que s'eliminarien 53.000 milions de tones de CO2 a l'any de l'atmosfera, restaurant els nivells preindustrials”.
El cultiu d'algues marines pot ser un pas inicial per adaptar-se i mitigar al canvi climàtic. Aquests inclouen la protecció de la costa mitjançant la dissipació de l'energia de les ones, que és especialment important per a les costes dels manglars. La ingesta de diòxid de carboni augmentaria el pH localment, beneficiant els calcificants (per exemple, els crustacis) o reduint el blanqueig del corall. Finalment, el cultiu d'algues podria aportar oxigen a les aigües costaneres, contrarestar així la desoxigenació de l'oceà provocada per l'augment de la temperatura de l'oceà.
Tim Flannery va afirmar que el creixement d'algues a l'oceà obert, facilitat per la surgència artificial i el substrat, pot permetre el segrest de carboni si les algues s'enfonsen a profunditats superiors a un quilòmetre.
Les algues marines contribueixen aproximadament entre el 16 i el 18,7% de l'embornal total de vegetació marina. L'any 2010 n'hi havia 19,2 × {\displaystyle 10^{6}} tones de plantes aquàtiques a tot el món, 6,8 × {\displaystyle 10^{6}} tones per a algues marrons; 9,0 × {\displaystyle 10^{6}} tones d'algues vermelles; 0,2 × {\displaystyle 10^{6}} tones d'algues verdes; i 3.2 × {\displaystyle 10^{6}} tones de plantes aquàtiques diverses. Les algues es transporten en gran part des de les zones costaneres a l'oceà obert i profund, actuant com a emmagatzematge permanent de biomassa de carboni dins dels sediments marins.
La forestació oceànica és una proposta per al cultiu d'algues per a l'eliminació de carboni. Després de collir les algues es descomponen en biogàs, (60% metà i 40% diòxid de carboni) en un digestor anaeròbic. El metà es pot utilitzar com a biocombustible, mentre que el diòxid de carboni es pot emmagatzemar per evitar-lo de l'atmosfera.

### Permacultura marina
De la mateixa manera, l'ONG Climate Foundation i els experts en permacultura van afirmar que els ecosistemes d'algues marines es poden conrear segons els principis de la permacultura, constituint la permacultura marina. El concepte preveu utilitzar plataformes submergides flotants i submergides artificials com a substrat per replicar els ecosistemes naturals d'algues que proporcionen hàbitat i la base d'una piràmide tròfica per a la vida marina. Les algues i els peixos es poden collir de manera sostenible. A partir del 2020, s'havien fet proves amb èxit a Hawaii, Filipines, Puerto Rico i Tasmània. La idea apareix com a solució coberta pel documental 2040 i al llibre Drawdown: The Most Comprehensive Plan Ever Proposed to Reverse Global Warming.

## Història

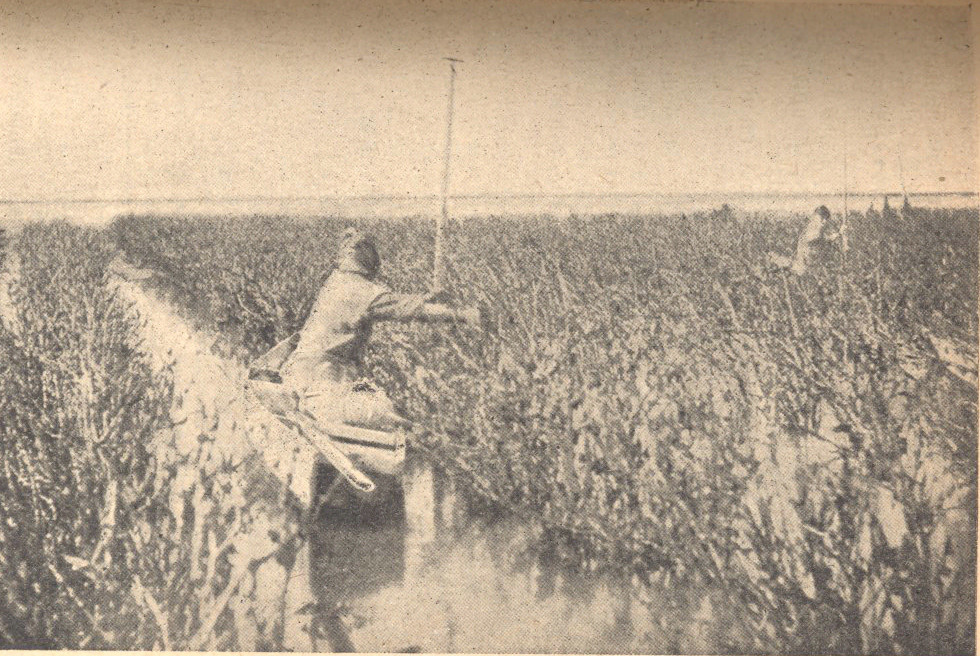
Paquets de brolles a l'estuari del riu Tama utilitzats per al cultiu d'algues Porphyra al Japó, c. 1921

L'ús humà de les algues es coneix des del Neolític. El cultiu de gim (laver) a Corea està documentat en llibres del segle XV. El cultiu d'algues va començar al Japó el 1670 a la badia de Tòquio. A la tardor de cada any, els agricultors llançaven branques de bambú a aigües poc profundes i fangoses, on s'agrupaven les espores de les algues. Unes setmanes més tard aquestes branques serien traslladades a un estuari del riu. Els nutrients del riu van ajudar a créixer les algues.

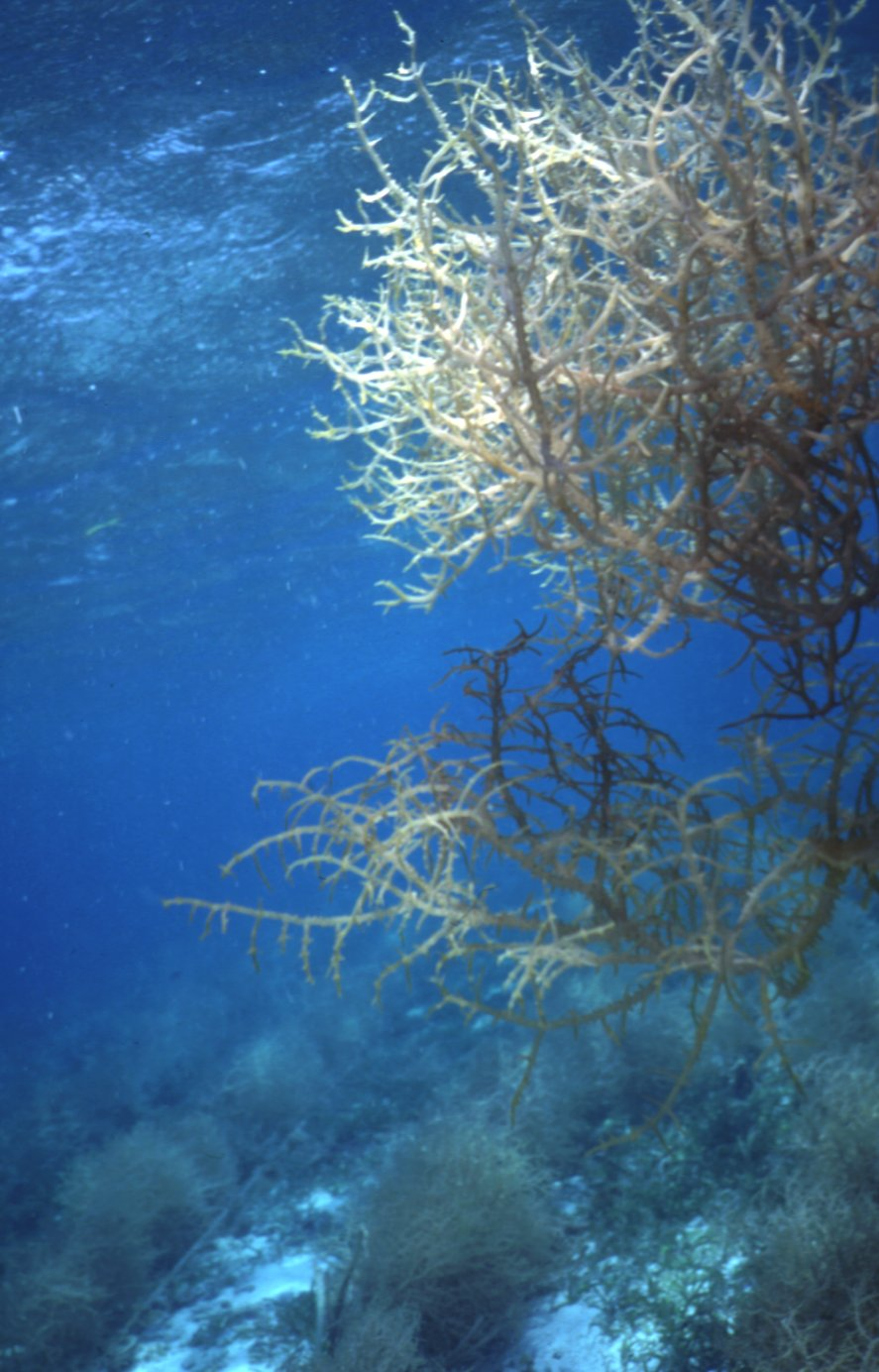
Agricultura d′Eucheuma a les Filipines

A la dècada de 1940, els japonesos van millorar aquest mètode col·locant xarxes de material sintètic lligades a pals de bambú. Això va duplicar efectivament la producció. Una variant més barata d'aquest mètode s'anomena mètode hibi — cordes esteses entre pals de bambú. A principis de la dècada de 1970, la demanda d'algues i productes d'algues va superar l'oferta, i el cultiu es va veure com el millor mitjà per augmentar la producció.
Als tròpics, el cultiu comercial de Caulerpa lentillifera (raïm de mar) va ser pioner a la dècada de 1950 a Cebú, Filipines, després de la introducció accidental de C. lentillifera als estanys de peix de l'illa de Mactan. Això va ser desenvolupat per la investigació local, especialment gràcies als esforços de Gavino Trono, reconegut des d'aleshores com a científic nacional de les Filipines. La investigació local i les cultures experimentals van portar al desenvolupament dels primers mètodes comercials de cultiu per a altres algues d'aigua calenta (ja que les algues comestibles vermelles i marrons d'aigua freda preferides a l'Àsia oriental no creixen als tròpics), inclosa el primer cultiu comercial reeixit d'algues productores de carragenina. Això inclou Eucheuma spp., Kappaphycus alvarezii, Gracilaria spp., i Halymenia durvillei. El 1997, es va estimar que 40.000 persones a les Filipines es guanyaven la vida amb el cultiu d'algues. Les Filipines va ser el major productor mundial de carragenina durant diverses dècades fins que va ser superada per Indonèsia el 2008.
El cultiu d'algues es va estendre més enllà del Japó i les Filipines fins al sud-est asiàtic, Canadà, Gran Bretanya, Espanya i els Estats Units.
A la dècada del 2000, el cultiu d'algues ha estat rebent una atenció creixent a causa del seu potencial per mitigar tant el canvi climàtic com altres problemes ambientals, com ara l'escorrentia agrícola. El cultiu d'algues es pot barrejar amb altres tipus d'aqüicultura, com el marisc, per millorar les masses d'aigua, com en les pràctiques desenvolupades per la GreenWave, una organització sense ànim de lucre estatunidenca. L'Informe especial sobre l'oceà i la criosfera en un clima canviant de l'IPCC recomana "més atenció a la investigació" com a tàctica de mitigació.